# 73 mm SPG-9
Il cannone SPG-9 è uno tra i più famosi ed efficienti dei cannoni senza rinculo sovietici.
Pur pesando 60 kg, equivale quasi in termini di capacità anticarro all'M40 statunitense, malgrado pesi un terzo e spari proiettili da 4 kg, un quarto del peso della munizione statunitense. Ha una gittata utile di circa 1 km, e massima di 4–6 km.
Il calibro, 73mm, indica chiaramente un'altra caratteristica dell'arma: essa è infatti l'unico caso di cannone senza rinculo modificato con successo come arma per blindati di tipo convenzionale; infatti è diventata, assai appesantita (115 kg), il cannone del BMP-1, con la culatta ed un caricatore automatico da 40 colpi complessivi.